# Chalet Saint Michel
El Chalet Saint Michel es una histórica residencia de la ciudad de Mar del Plata en Argentina, destacada por su estilo pintoresquista anglo normando.

## Historia
La villa fue construida en el 1925 por Pedro Méndez quien encargó el proyecto a los arquitectos Godoy y Cárrega Goyán, mientras que Los trabajos de construcción fueron cumplidos por la empresa de construcciones Arturo Lemni. En esa época la casa presentaba uno estilo que la encuadraba en la corriente  vienesa del modernismo.

## Enlaces externons
- Esta obra contiene una traducción  derivada de «Chalet Saint Michel» de Wikipedia en italiano, publicada por sus editores bajo la Licencia de documentación libre de GNU y la Licencia Creative Commons Atribución-CompartirIgual 4.0 Internacional.
- Wikimedia Commons alberga una categoría multimedia sobre Chalet Saint Michel.

- Datos: Q98524156
- Multimedia: Chalet Saint Michel / Q98524156